# Брок, Билл
Уильям Эмерсон «Билл» Брок III (англ. William Emerson «Bill» Brock III; 23 ноября 1930, Чаттануга, Теннесси — 25 марта 2021) — американский политик-республиканец. Он представлял штат Теннесси в обеих палатах Конгресса и был членом правительства США с 1981 по 1987 год.

## Биография
Учился в Университете Вашингтона и Ли в Лексингтоне (штат Вирджиния), который окончил в 1953 году со степенью бакалавра наук. К 1956 года Брок проходил военную службу в ВМС США. Затем он работал в кондитерском бизнесе его семьи.
В 1962 году был избран членом Палаты представителей США. С 3 января 1963 по 3 января 1971 Брок представлял 3-й избирательный округ штата Теннесси и был первым республиканцем за 40 лет, был избран от него.
3 января 1971 года стал сенатором США и представлял интересы Теннесси в Сенате до 3 января 1977 (его преемником был будущий вице-президент США Альберт Гор). С 1977 по 1981 он был преемником Мэри Луиз Смит на посту председателя Национального комитета Республиканской партии.
После инаугурации президента США Рональда Рэйгана, он был назначен в 1981 году торговым представителем Соединенных Штатов. После того, как Рэй Донован был вынужден уйти в отставку с должности министра труда 15 марта 1985, Брок заменил его 29 апреля того же года, работая министром труда до 31 октября 1987.
После ухода из политики, он был также членом Совета попечителей Caring Institute в Вашингтоне, советником и доверенным лицом Центра стратегических и международных исследований, советником Совета Council for a Community of Democracies и членом Почетного Совета Washington Center. Он также является членом Американского легиона, организации ветеранов армии США.
Его дед Уильям Эмерсон Брок в качестве представителя Демократической партии также был сенатором США от Теннесси.
Умер 25 марта 2021 года.